# Nature-nurture-debat
Het nature-nurture-debat (aanleg-opvoedingsdebat) is een discussie omtrent de oorsprong van de eigenschappen van een individu. Deze benadering stamt uit de filosofie en schikt standpunten tussen twee extremen:
- Nature: alle eigenschappen van het individu zijn bepaald door aanleg, bijvoorbeeld het genetisch materiaal.
- Nurture: alle eigenschappen van het individu zijn bepaald door opvoeding, vooral door de leefomgeving.

## Nature-nurture in de filosofie
Het psychologische nature-nurture-debat heeft zijn oorsprong in een filosofische discussie, die gevoerd wordt door empiristen versus rationalisten. Het empirisme is een kentheoretische opvatting, die stelt dat alle kennis uit de waarneming, ofwel de zintuiglijke ervaring stamt. Het rationalisme is de contraire opvatting, die stelt dat de mens beschikt over een niet-zintuiglijk vermogen, namelijk de rede of ratio, waarmee het individu, los van de ervaring, inzicht kan verwerven. In minder expliciete vorm kan dit onderscheid al worden gevonden bij de Griekse filosofen Plato en Aristoteles: 
- Volgens Plato kon de mens deelkrijgen aan een Ideeënwereld, waarin de Ideale Vormen van alle zijnden eeuwig bestaan. De waarnemingen die het individu verwerft in de zintuiglijke werkelijkheid zijn slechts schijn, een afspiegeling van de Ideale Vormen. Plato introduceert in dit verband de term anamnese. Volgens deze leer verblijft de individuele ziel, voordat deze geboren wordt, in de Ideeënwereld.
- Volgens Aristoteles zijn de waarnemingen die het individu verwerft in de zintuiglijke werkelijkheid het ultieme beginsel van kennis. De ideeën worden ("slechts") verkregen door abstractie uit de zintuiglijke werkelijkheid. Aan deze theorie wordt de term tabula rasa gerelateerd. Volgens deze leer wordt de individuele ziel als een "onbeschreven blad" geboren.

Het empirisme is in de modernere tijd voor het eerst weer adequaat geformuleerd door de Engelse filosofen David Hume, John Locke en George Berkeley. Rationalisten waren onder meer René Descartes, Benedictus de Spinoza en Gottfried Wilhelm Leibniz. Een synthese tussen beide opvattingen werd voor het eerst gerealiseerd door de Duitse filosoof Immanuel Kant die beweerde een nieuwe plaats te hebben ingeruimd voor 'het geloof' binnen de rationaliteit.

### Thomas Szasz
De filosoof en psychiater Thomas Szasz heeft een uitgesproken mening over nature versus nurture. Hij heeft een heel levenswerk besteed aan de psychiatrie, en in het bijzonder aan criminaliteit.
Een van zijn belangrijke bevindingen uit interviews met duizenden gevangenen is dat zij niet echt door hun omgeving in de criminaliteit zijn beland. Voor de overgrote meerderheid geldt dat zij, op een bepaalde leeftijd, een bewuste keuze hebben gemaakt, dat het leven voor hen gemakkelijker zou zijn als ze gingen nemen van anderen, eerder dan er zelf voor te werken. Ze maakten dus een bewuste keuze om hun medemens als prooidier te gaan beschouwen. Hij vond geen enkele basis voor het idee dat sommige mensen aangeboren criminelen zouden zijn. En evenmin dat mensen crimineel werden doordat de omgeving hen ertoe dwong.
Andere theorieën staan daar echter tegenover. Zo is er in de Verenigde Staten een overeenkomst geconstateerd tussen de legalisering van abortus en de daling van de criminaliteit 15 tot 20 jaar later, wat suggereert dat omstandigheden wel degelijk een verschil uitmaken.

## Nature-nurture in de psychologie
Wat psychologen proberen te achterhalen is welke rol genen en de omgeving spelen in de ontwikkeling van kinderen. Men is het erover eens dat beide factoren een belangrijke rol spelen in de vorming van de uiteindelijke intelligentie en persoonlijkheid van een individu. In hoeverre de ene een grotere rol speelt dan de andere is controversieel, in het algemeen en bij meer specifieke zaken.
Het grootste probleem bij het beantwoorden van de nature-nurture-vraag ligt in de verifieerbaarheid van beide thesen. Een standaard dubbelblindtest zou veel van de vragen op dit gebied kunnen oplossen. Het is echter moeilijk om de goede situaties te vinden zonder onzuiverheid (bias). Mogelijke onderzoeken zouden kunnen werken met: 
- Personen met identieke genen opgegroeid in verschillende omgevingen.
- Personen met verschillende genen opgegroeid in precies dezelfde omgeving.

Resultaten uit testen van dit type kunnen veel informatie verschaffen over de juistheid van opvoedmethoden en de werkelijke aard van menselijk gedrag. Studies naar het onderwerp zijn echter moeilijk uit te voeren en vergen veel tijd van onderzoeker(s) en proefpersoon. Met name proefpersonen zijn lang niet altijd vindbaar of geschikt voor een dergelijk onderzoek. Omdat echter de menswetenschappen niet behoeven te werken met zuiver exacte criteria - zoals bv. de scheikunde - zijn er wel degelijk serieuze conclusies mogelijk. Zoals in de grootste tweelingstudie, gepubliceerd in 2015, naar de verhouding tussen erfelijkheid en omgeving, waaruit blijkt dat erfelijkheid voor 49 procent en omgeving voor 51 procent verantwoordelijk is. Deze studie geeft inzicht in honderden menselijke eigenschappen, en vormt een belangrijk ijkpunt voor verder onderzoek naar erfelijkheid en omgevingsfactoren.